# Christ's Hospital

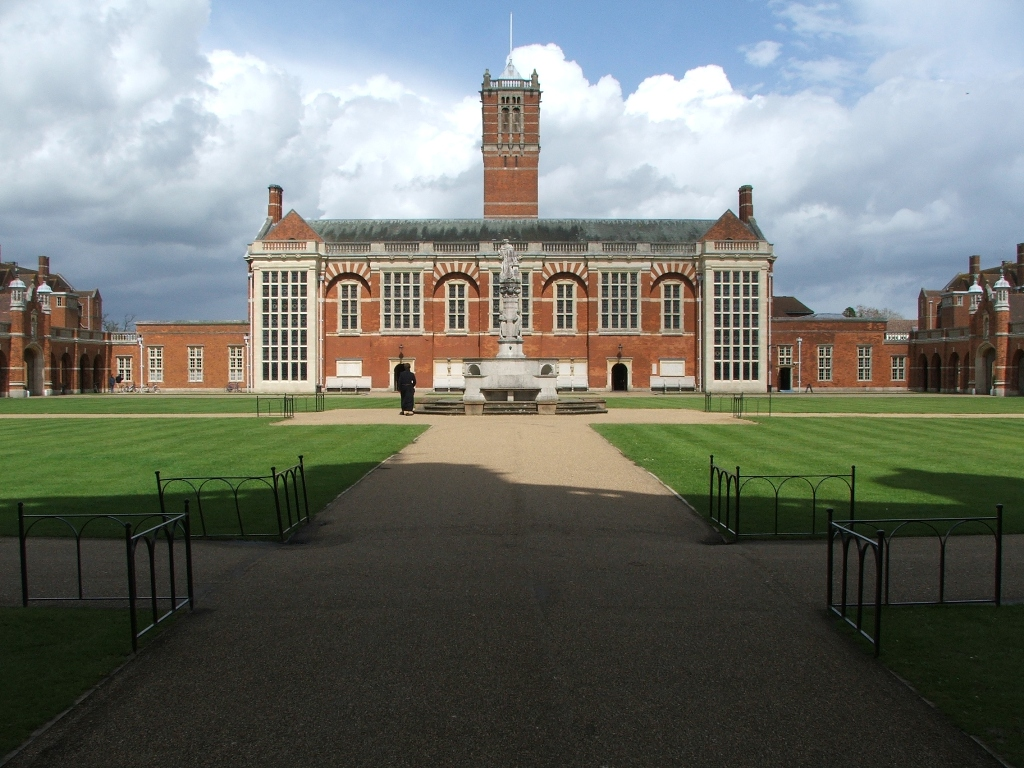
Christ's Hospital en 2006.

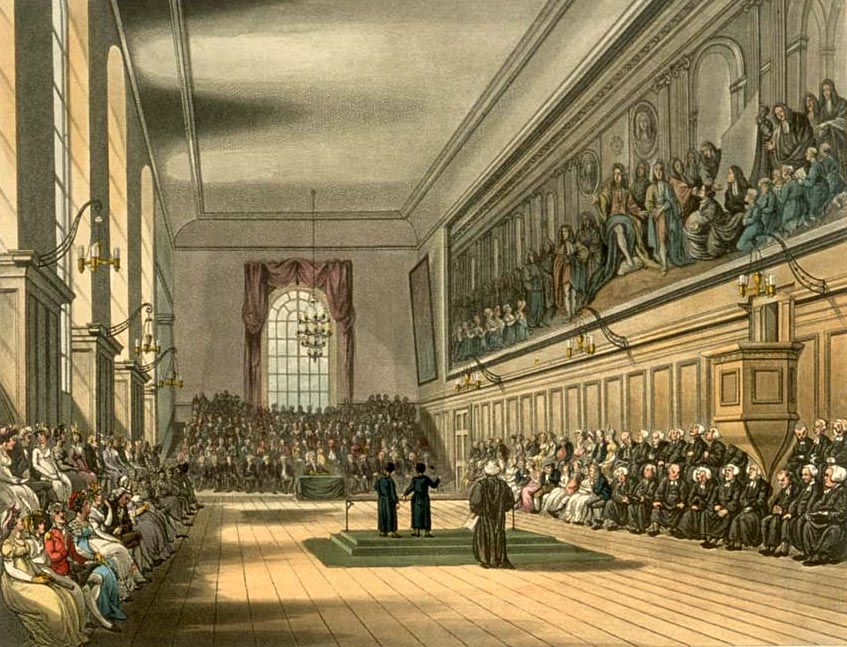
L'École Bluecoat.

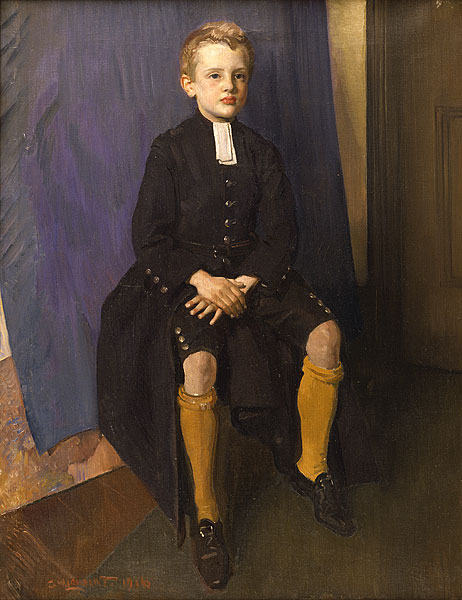
Constant Lambert enfant dans l'uniforme de Christ's Hopital (tableau de Georges Lambert, 1916).

Christ's Hospital est une école publique située dans le Sussex de l'Ouest, en Angleterre. Fondé en 1552 par le roi Édouard VI d'Angleterre et fréquenté par certains lord-maires de Londres, il est doté d'une charte royale. Depuis sa création, le Christ's Hospital est une école caritative dont l'objectif principal est d'offrir aux enfants issus de milieux défavorisés la possibilité de recevoir une meilleure éducation. 

## Historique
Le Christ's Hospital a été fondé par Henri VIII et confirmé par Édouard VI, avec l'aide de Nicholas Ridley, évêque de Londres, et de Sir Richard Dobbs, lord-maire de Londres, à la suite de la dissolution des monastères et de l'afflux de pauvres et d'indigents dans les rues. Encouragé par un sermon de Ridley, exhortant à la miséricorde envers les pauvres, le roi écrivit au Lord Mayor pour l'encourager à agir. C'est ce qu'il fait par l'intermédiaire d'un comité de 30 marchands. Henri VIII avait déjà accordé à la ville l'usage de Greyfriars pour soulager les pauvres et héberger les enfants sans abri dont les magistrats avaient pris connaissance. En 1553, Edward concéda le palais de Bridewell, ses terres à Savoy, ainsi que des loyers et d'autres biens pour créer trois hôpitaux royaux - Christ's Hospital, Bridewell Hospital (aujourd'hui King Edward's School, Witley, Surrey) et St Thomas's Hospital. Les trois institutions utilisent les mêmes armoiries, bien que celles-ci aient été légèrement modifiées par le dernier.
Les premiers garçons et filles sont entrés à l'école de Newgate en 1552. La charte royale a été accordée et signée par son fondateur, Édouard VI, l'année suivante. Le premier trésorier fut Richard Grafton. La fondation protestante a survécu à la période mariale et, dans les années 1560, elle a envoyé ses premiers élèves à Oxford et à Cambridge.
L'école a occupé Newgate comme site principal pendant 350 ans, mais de temps en temps, les enfants étaient logés dans d'autres parties du pays. 32 enfants ont péri lors de la grande peste de Londres de 1665. L'année suivante, le grand incendie de Londres a détruit une grande partie de l'hôpital, à l'exception de quatre cloîtres et de trois salles, mais aucune victime n'est à déplorer parmi les enfants. Environ 200 élèves furent envoyés à Islington et Clerkenwell, puis à Ware et Hertford.
À la fin du XVIIe siècle, les bâtiments ont été reconstruits avec l'aide de Sir Christopher Wren, gouverneur de l'hôpital du Christ, et de Nicholas Hawksmoor, qui a conçu l'école d'écriture. L'église de Christ Church, Newgate Street, conçue par Wren, a remplacé le chœur endommagé de l'ancienne église de Greyfriars et a servi de lieu de culte aux enfants de l'hôpital du Christ dans la ville jusqu'à son déménagement à Horsham. Grâce au testament du joaillier royal George Heriot, elle a également inspiré la fondation de l'hôpital George Heriot à Édimbourg, qui a été la première des "Hospital Schools" à voir le jour en Écosse.
Le Christ's Hospital a reçu sa deuxième charte royale de Charles II en 1673. Cette charte a donné naissance à la Royal Mathematical School, dont l'objectif initial était de former des mathématiciens et des navigateurs destinés à servir d'officiers de marine et de marins marchands. Samuel Pepys, secrétaire de la marine de Sa Majesté et vice-président du Christ's Hospital à partir de 1699, a apporté une contribution considérable au Christ's Hospital. Isaac Newton, Jonas Moore, John Flamsteed et Edmund Halley ont contribué à l'élaboration du programme d'études de la nouvelle école de la fondation.
Les filles de l'hôpital se sont installées à Hertford à partir de 1707. Les gouverneurs payaient un instituteur à Hertford depuis 1653, et le déplacement de certains enfants de Londres après le Grand Incendie a renforcé le lien avec la ville. En 1761, 200 garçons de moins de dix ans ainsi que les garçons de Ware ont été transférés à Hertford. En 1778, les dernières filles quittèrent Londres pour rejoindre les autres à Hertford, où l'école fut reconstruite en 1795-1798 pour accueillir les nouveaux élèves.
Le maître supérieur le plus célèbre de Christ's Hospital fut James Boyer, qui présida l'école de 1778 à 1799 et enseigna à James Leigh Hunt, Charles Lamb et Samuel Taylor Coleridge.
En novembre 1815, le "flagellant le plus infâme de la Régence", un député nommé Sir Eyre Coote, est entré dans l'école de mathématiques de l'hôpital Christ, a renvoyé les jeunes garçons et a payé les plus âgés pour une séance de flagellation mutuelle. L'infirmière de l'école le trouva en train de boutonner sa culotte ; la presse satirique anglaise avait atteint sa maturité à temps pour tirer le meilleur parti d'un tel moment. Coote subit une caricature de George Cruikshank, un caricaturiste réputé,et une humiliation nationale.
Les célèbres architectes londoniens John Shaw Senior et John Shaw Junior ont été architectes et géomètres pour le Christ's Hospital pendant toute la première moitié des années 1800. Les travaux des Shaw comprenaient l'ancien hall de l'école qui ont été réalisés vers 1825.
Le duc de Cambridge a instauré une tradition de présidents royaux en 1854.
En 1837, une commission d'enquête a proposé des réformes et, en 1864, la commission Taunton s'est penchée sur les écoles dotées. À la suite de cette enquête, un plus grand nombre de filles ont été admises. Cependant, dans les années 1890, les garçons étaient toujours plus nombreux que les filles à Hertford.
En 1877, une autre commission propose un nouveau site pour l'école, où tous les garçons seraient scolarisés. Cette proposition est remise en question par certains gouverneurs. Le duc de Cambridge déclara : "Je suis de ceux qui sont parfaitement prêts à suivre l'esprit de l'époque dans laquelle nous vivons, mais j'avoue que je suis aussi de ceux qui n'aiment pas le changement pour le changement. Bouleverser une institution ancienne et pérenne... est une expérience très dangereuse à tenter."
La proposition a toutefois été mise en œuvre. Un terrain de 4,9 km2 situé à l'extérieur de Horsham, dans le Sussex, a été acheté à la compagnie laitière d'Aylesbury pour 47 500 £. La première pierre a été posée par Edward, prince de Galles, le 23 octobre 1897, au nom du souverain, la date étant celle de l'anniversaire du fondateur. La nouvelle école a été conçue par l'architecte Aston Webb, avec des cheminées de Leonard Shuffrey. Des éléments architecturaux historiques des anciens bâtiments de l'école (l'arc grec et l'arc Wren) ont été récupérés et incorporés dans les nouveaux bâtiments.
Les garçons ont été transférés de Newgate et Hertford vers le nouveau site en 1902. Hertford est devenue une école réservée aux filles.
Au fil des siècles, le Christ's Hospital a continué à bénéficier du patronage royal. En 1919, George V est devenu le premier parrain royal, suivi par George VI en 1937 et Elizabeth II en 1953.
Des abus sexuels commis sur des élèves entre 1969 et 2001 ont conduit à la condamnation de six anciens enseignants après que plus de 20 anciens élèves ont porté plainte auprès de la police en 2016,. Les anciens enseignants reconnus coupables ont été condamnés à des peines de prison allant jusqu'à 17 ans.
En 2008, une consultation a eu lieu après des élèves afin de choisir si l’uniforme devrait rester obligatoire ou non ; la règle âgée de cinq siècles a été confirmée à une très large majorité.

## Architecture
L'ensemble des bâtiments du campus du Christ's Hospital Horsham a été classé Grade II* en 1959. Le complexe comprend un grand château d'eau, un réfectoire faisant face à un quadrilatère flanqué d'ailes à colonnades, et une chapelle scolaire.
Les colonnades en briques rouges sont reliées au réfectoire par des arcades en pierre conçues par John Shaw en 1836 pour l'ancienne école de Newgate Street, dans la ville de Londres. Ces arcs ont été démontés et reconstruits sur le site de Horsham en 1902.
La Big School se distingue par ses grandes fenêtres de style perpendiculaire, ses tourelles octogonales et une tour d'horloge carrée sur le toit. Un autre vestige de l'école de Newgate Street se trouve à l'extrémité sud de la Grande école, le portique conçu par Sir Christopher Wren.
Le réfectoire est dominé par une peinture de 26 m de long d'Antonio Verrio, qui dépeint la fondation de l'école royale de mathématiques à Christ's par le roi Charles II en 1673. La toile contient plus de 100 personnages, dont Charles II, et le roi Jacques II a été ajouté à une date ultérieure. Le tableau avait été accroché dans l'ancien Great Halls de Londres pendant plus de 320 ans,,.
La chapelle de l'école a été conçue par Aston Webb et E Bell. Le retable en pierre de Bath à l'extrémité est représente le Christ en gloire entouré des sculptures des douze apôtres et, dans le panneau inférieur, le Christ recevant les enfants. Les apôtres ont été dessinés par William Silver Frith, le panneau central par William Bateman Fagan et Bell, et sculptés par les tailleurs de pierre Daymond & Son,. Une autre œuvre de Frith est la statue du Bon Pasteur dans une niche au-dessus de la porte de la chapelle, qui a été installée comme monument aux morts à la mémoire des Old Blues morts pendant la Première Guerre mondiale.
L'autel, réalisé par Norman & Burt de Burgess Hill, est en acajou incrusté d'ornements en houx. Le vitrail est l'œuvre de Thomas Ralph Spence et l'orgue à tuyaux a été construit par Alfred Kirkland.
Les murs de la nef de la chapelle sont ornés d'une série de seize peintures murales, peintes à la détrempe par Frank Brangwyn entre 1912 et 1923. Ces peintures murales illustrent des scènes de l'Église chrétienne primitive, notamment le martyre de saint Alban, le débarquement de saint Columba à Iona, l'entraînement du chœur de saint Ambroise et saint Paul.

## Tradition institutionnelle

### École caritative
L'école est peu commune, car la majorité de ses élèves bénéficient d'une bourse. Cette particularité découle de sa charte fondatrice en tant qu'école caritative. Les frais de scolarité sont payés sous condition de ressources, avec des subventions substantielles versées par l'école ou ses bienfaiteurs, de sorte que des élèves de tous horizons puissent bénéficier d'un enseignement privé dans une école publique. S'il en était autrement, le coût serait hors de portée de la plupart des parents.
Les administrateurs de la fondation sont le Council of Almoners, présidé par le trésorier du Christ's Hospital, qui gouverne la fondation selon un schéma d'administration accordé par la Charity Commission. La Cour historique des gouverneurs subsiste en tant qu'institution formelle composée de plus de 650 bienfaiteurs, mais ses pouvoirs ont été largement transférés depuis le XIXe siècle au Conseil des aumôniers, qui est plus restreint.
En 2007, le Christ's Hospital a été officiellement scindé en deux organismes de bienfaisance enregistrés : Christ's Hospital Foundation et Christ's Hospital School.

### Fêtes
Les liens avec la ville et le Lord Mayor de Londres sont maintenus, avec un défilé annuel dans la ville de Londres le jour de la Saint-Matthieu et une place régulière dans le Lord Mayor's Show.
L'une des traditions du Christ's Hospital est de défiler au déjeuner avec la fanfare, ce qui se fait tous les jours sauf le mardi, le jeudi et le dimanche, si le temps le permet.
Une autre tradition est le défilé annuel du jour du discours, au cours duquel le Lord Mayor de Londres et son cortège regardent l'école effectuer un défilé dans la cour principale. Ils rejoignent également l'école à la chapelle pour un grand office et déjeunent avec les élèves de l'année grecque et leurs parents. Enfin, ils se rendent à la Big School pour écouter l'oraison du Senior Grecian et assister à la remise des prix grecs. Cette cérémonie a lieu le samedi au début du semestre d'été.

### L'uniforme
L'uniforme de l'école Tudor se compose de longs manteaux bleus ceinturés, de culottes aux genoux, de chaussettes jaunes et de bandes au cou. L'uniforme est en place depuis 1553. Le surnom " Blue-coat School" vient des manteaux bleus portés par les élèves ; cependant, le surnom utilisé au sein de la communauté scolaire elle-même est " Housey" et le long manteau est appelé " Housey coat". Parmi les variantes du manteau Housey, on trouve une version avec des boutons plus gros et des poignets en velours, connue sous le nom de manteau "Buttons". Ces manteaux sont remis aux Monitors, un groupe de préfets grecs, ainsi qu'aux élèves grecs qui reçoivent une mention académique. Ceux qui appartiennent à cette dernière catégorie portent ces manteaux avec le troisième bouton de la manchette défait pour signifier cette distinction.
Les élèves de deuxième et troisième année portent une simple ceinture en cuir avec une boucle. Lorsque les élèves atteignent leur année " Little Erasmus" (9e année), ils reçoivent des boucles et des ceintures " broadie" plus élaborées en argent sterling poinçonné, qu'ils conservent après avoir quitté l'école. Toutefois, aujourd'hui, les boucles "broadie" sont généralement fabriquées en métal commun recouvert d'une couche d'argent. Il n'est pas rare non plus que les élèves dont les parents ou les frères et sœurs ont fréquenté l'école portent en plus les boucles de leurs proches, ce qui fait que certains élèves ont jusqu'à cinq boucles sur leur ceinture. Des boucles spéciales sont également attribuées aux capitaines de maison, ainsi qu'au Senior Grecian (l'élève le plus âgé de l'école).
Un uniforme complémentaire a été introduit pour les filles lors de la réunification des écoles en 1985, lorsque la partie de l'école réservée aux filles a été fermée à Hertford et transférée à Horsham. Il se compose d'une jupe plissée jusqu'au genou, d'une veste d'été, de chaussettes jaunes (pour les garçons et les filles) et de chaussettes grises ou de collants gris/noirs pour les filles, ainsi que d'un manteau long en hiver et de bandes.
Pendant les périodes de forte chaleur, le chef d'établissement peut autoriser les élèves à porter ce que l'on appelle une "Half Housey", c'est-à-dire à ne pas porter le manteau de maison et à ne porter que des chemises et des culottes/jupes.
En 2011, les élèves et les anciens élèves ont déclaré qu'ils considéraient l'uniforme comme un moyen important de donner à l'école une identité unique et de l'unifier. À cette époque, les administrateurs ont discuté de l'idée d'actualiser l'uniforme. Plus de 95 % des élèves ont voté en faveur du maintien de l'uniforme d'origine.

## Admission
À titre indicatif, les enfants entrant au Christ's Hospital à l'âge de 11 ans en 7e année doivent faire preuve d'un potentiel académique, en travaillant vers le haut de l'échelle des capacités dans les programmes de mathématiques et d'anglais du National Curriculum (programme national).
Le processus d'évaluation pour l'obtention d'une bourse se déroule en deux étapes. Une évaluation initiale en octobre, suivie d'une évaluation résidentielle en janvier.
L'admission en 9ème année est également basée sur le processus d'évaluation propre à Christ's Hospitals. Les candidats à l'entrée en 9ème année à l'âge de 13 ans qui n'ont pas besoin d'une bourse peuvent choisir de demander à être testés à l'âge de 11 ans et de voir leur place reportée.
Tous les candidats à l'entrée en 12e année doivent être en mesure d'obtenir au moins quatre A (niveau 7) et quatre B (niveau 6) au GCSE. À l'issue d'un processus d'évaluation, des offres sont faites, qui dépendent des résultats obtenus au GCSE.
Dans tous les cas, des rapports seront demandés au chef d'établissement actuel du candidat.

### Admissions particulières
Le Christ's Hospital dispose d'un certain nombre de méthodes d'entrée historiques qui sont jointes aux demandes de bourses.

#### Le don des Wests pour les enfants
John et Frances West ont vécu à la fin du XVIIe siècle et au début du XVIIIe siècle. John devint un riche marchand de la City de Londres et vécut dans une maison située sur le site aujourd'hui occupé par la Mansion House.
John et Frances n'ont pas eu d'enfants, mais ils avaient des liens familiaux étroits avec Newbury, Reading, Twickenham et la ville de Londres. Les enfants de ces régions sont donc encouragés à demander une place au Christ's Hospital par l'intermédiaire du West Gift Bursary fund.

#### RAF Foundationers Trust et 617 Squadron
Sir Barnes Wallis, ancien élève, gouverneur et trésorier, a créé le RAF Foundationers Trust en 1951. Le 617e escadron de la RAF lui a décerné un prix en reconnaissance de son travail et Wallis a créé le fonds avec ce prix. Le RAF Benevolent Fund a fait don d'une somme équivalente.
Le fonds fournit un revenu pour l'éducation d'un petit nombre d'enfants à l'école à un moment donné. Les places sont réservées aux enfants du personnel qui sert ou a servi dans la RAF.

#### Marine royale/École royale de mathématiques
Samuel Pepys était gouverneur et vice-président de l'école ; il a été à l'origine de l'ouverture de la Royal Mathematical School à Christ's Hospital en 1673, fondée pour former les enfants aux mathématiques en vue de la pratique de la navigation. En conséquence, une attention particulière est accordée, pour un maximum de quarante places, aux enfants du personnel qui sert ou a servi dans la Royal Navy, les Royal Marines ou la Royal Naval Reserve.

#### Sociétés
Le Christ's Hospital a été fondé dans la City de Londres il y a plus de 460 ans en tant qu'organisation caritative financée par les entreprises de la ville et l'église afin d'offrir une formation/éducation aux enfants pauvres des rues. L'école conserve ses liens avec ces organisations, dont certaines ont le droit ancestral de "présenter" un enfant à l'école. Le bureau des admissions de l'école est en mesure d'indiquer si des présentations sont disponibles pour l'année d'entrée de l'enfant.

## Résultats académiques
Résultats académiques obtenus en 2019 et 2023 :
Résultats au GCSE (2023) : 59% ont obtenu des notes de 9 à 7.
Résultats au A Level (2023) : 41 % ont obtenu des notes A*/A, et 67 % des notes A*-B.
Moyenne des points obtenus à l'IB (2023) : Moyenne impressionnante de 37 points.
Résultats au GCSE (2019) : 63 % des élèves ont obtenu des notes de 9 à 7.
Résultats au A Level (2019) : 35 % des élèves ont obtenu des notes A*/A et 61 % des notes A*-B.
Score moyen à l'IB (2019) : La note moyenne est de 34 points.

## Inspection externe
Fin novembre 2018, l'hôpital du Christ a fait l'objet d'une inspection de l'ensemble de l'école menée par l'Independent Schools Inspectorate. L'école a satisfait à toutes les normes sans qu'aucun point d'action ne soit donné.

## Activités scolaires

### Musique
Le Christ's Hospital a une longue et éminente tradition musicale et possède l'un des plus grands départements de musique scolaire du pays, avec environ 35 professeurs invités et huit employés à temps plein. Parmi les anciens élèves célèbres de l'école de musique de l'hôpital Christ, on compte les chefs d'orchestre Sir Colin Davis, Charles Hazlewood, Adrian Bawtree et Simon Joly, le trompettiste David Mason (anciennement trompette solo du Royal Philharmonic Orchestra), le compositeur Tim Benjamin et le compositeur et chef d'orchestre Constant Lambert.
La chapelle de l'école possède un grand orgue Rushworth and Dreaper à cinq claviers, l'un des quatre orgues de l'école (les autres étant un Hill 1829 à trois claviers dans la Big School, joué par Mendelssohn et Karg-Elert, un Father Willis à deux claviers dans le Dining Hall, et un orgue de chambre Flight and Robson dans la Court Room). Le chœur de la chapelle, qui compte près de 150 personnes, a réalisé de nombreux enregistrements et s'est ainsi forgé une excellente réputation.
Tout au long de l'histoire de l'école, de nombreux élèves ont obtenu des bourses d'études en chant choral et en orgue dans les universités d'Oxford et de Cambridge ou ont été admis dans des conservatoires de musique de premier plan. L'école dispose d'un orchestre symphonique, d'une chorale de chapelle et de nombreux autres petits ensembles instrumentaux et chorales, ainsi que d'un concours annuel de chant. Le département de musique organise un concert public chaque année en février à St John's, Smith Square à Londres. L'école est également célèbre pour avoir été le premier établissement d'Angleterre à accueillir un cycle complet de musique de chambre de Brahms, sous la direction du directeur de l'école de l'époque.
L'école comporte un conservatoire de musique, dirigé aujourd'hui par Adrian Bawtree. Il est le successeur de Bruce Grindlay, actuellement directeur du Sutton Valence School.
Le Christ's Hospital a figuré dans la première série de l'émission de téléréalité Rock School, dans laquelle Gene Simmons de Kiss a aidé un groupe d'élèves à former leur propre groupe de rock.
L'ensemble le plus célèbre de l'école est sa fanfare, simplement appelée Christ's Hospital Band. Elle joue pour le défilé quotidien et participe au Lord Mayor's Show annuel dans la ville de Londres. La fanfare se produit également chaque été au Lord's Cricket Ground. L'orchestre a mené la procession lors du défilé du 80e anniversaire de la Reine à Londres le 21 avril 2006 et a joué au stade de Twickenham à plusieurs reprises ainsi qu'à la tour de Londres.

### Théâtre
Un complexe de centre artistique conçu par l'architecte Bill Howell a été inauguré en 1974. Il comprend un théâtre avec un auditorium de style Tudor, une extension de l'école de musique, l'espace de répétition et de représentation "Octagon" et des salles de classe.
Le Christ's Hospital Arts Centre a été le principal centre artistique de Horsham et de ses environs jusqu'à la création d'un centre artistique à Horsham dans les années 1980. Un programme de spectacles continue d'être ouvert au public.
Jason Flemyng, Leo Gregory, James D'Arcy, Michael Wilding et Roger Allam comptent parmi les anciens élèves de l'école qui ont joué dans des pièces de théâtre et des films.

## Maisons
Depuis 2011, le Christ's Hospital accueille un petit nombre d'externes, mais la plupart des élèves restent des pensionnaires. Les maisons de l'école sont nommées d'après des Old Blues (terme spécifique à l'hôpital pour désigner les anciens élèves) notables, principalement des écrivains. Chaque maison a un côté "A" et un côté "B", où vivent environ 45 élèves. Les maisons sont disposées d'ouest en est comme suit :
- Peele - George Peele (garçons)
- Thornton - Edward Thornton[33] (filles)
- Middleton - Thomas Middleton (garçons)
- Coleridge - Samuel Taylor Coleridge (filles)
- Lamb - Charles Lamb (garçons)
- Barnes - Thomas Barnes (filles)
- Maine - Henry James Sumner Maine (garçons)
- Leigh-Hunt - Leigh Hunt (filles)

Les seize internats principaux d'origine s'étendent de Peele à Leigh Hunt le long de The Avenue, construits en quatre blocs en H de part et d'autre du quadrilatère principal. Leigh Hunt était à l'origine une paire de maisons préparatoires, Prep A et Prep B, qui ont été converties en maisons juniors lors de l'abolition en 1964 de l'entrée à l'âge de neuf ans.
Les seize maisons d'origine comprenaient deux dortoirs (Upper Dorm et Lower Dorm) pouvant accueillir jusqu'à 30 garçons chacun. À l'approche de la fusion des garçons et des filles, certains dortoirs ont été divisés en cabines, et des aménagements ultérieurs ont permis de créer des dortoirs pouvant accueillir environ douze élèves chacun. Depuis 2001, un programme continu de rénovation a été mis en place, les maisons rénovées offrant un éventail de logements : des chambres à quatre lits pour les élèves du premier cycle aux chambres à un lit pour les élèves plus âgés.
Jusqu'en 1964, les garçons de Horsham vivaient dans des maisons complètes, de la 2nd Form à Grecians (à l'exception de Prep A et Prep B). Ensuite, les maisons ont été divisées en maisons seniors (Peele, Thornton, Middleton, Coleridge et Lamb) et en maisons juniors (Barnes, Maine, Leigh Hunt), les garçons étant transférés dans une maison senior après Little Erasmus. Parallèlement à la fusion, une autre réorganisation a eu lieu : chaque maison a été convertie en un groupe senior et un groupe junior. En 2000, ce système est revenu aux maisons de passage, de la classe de seconde à la classe de première.

### Maisons grecques
Les élèves de 13e année (appelés "Grecian", les Grecs) emménagent dans les maisons Grecians, qui offrent un style de vie transitoire en préparation à l'université ou à la vie après l'école. Les deux maisons Grecians ont été achevées au début de l'année 2001 et disposent de chambres d'étude individuelles ainsi que de plusieurs salles communes et kitchenettes partagées par un groupe de sept à dix élèves, ce qui permet d'initier les élèves à la vie dans un environnement communautaire mixte alors qu'ils se préparent à entrer à l'université. Les maisons sont localisées en deux endroits distincts, les "Grecians West" pour les élèves qui étaient auparavant à Peele, Thornton, Middleton et Coleridge et "Grecians East" pour les élèves qui étaient auparavant à Lamb, Barnes, Maine et Leigh Hunt.

## Roman imaginaire
L’école a servi d’inspiration au château de Poudlard de la série de romans Harry Potter. En revanche, le tournage des films adaptés ne s’est pas fait à Christ’s Hospital afin de ne pas déranger les élèves.

## Élèves
- Ernest Harry Rodd[34]

## Enseignants
Les chefs d'établissement sont les suivants :
- James Boyer (1778–1799)
- George Andrew Jacob (1853–1868)
- Arthur William Trollope (1799–1826)
- William Hamilton Fyfe (1919–1930?)

Parmi les enseignants notables, on peut citer :
- Edward Baldwin, 4e comte Baldwin de Bewdley.
- Adrian Bawtree
- Edward Buck
- Samuel Cobb
- Gerald Davies
- Ralph Henry Carless Davis
- Bruce Grindlay
- Craig Sellar Lang
- Derrick Somerset Macnutt
- William Wales
- Henry Robinson

Sont également associés à l'école :
- John Flamsteed
- Samuel Pepys
- Steve Gatting

## Alumini
Les personnes formées à l'hôpital du Christ sont appelées Old Blues.